# بریتانی هرینکو
بریتانی هرینکو (انگلیسی: Brittany Hrynko؛ زادهٔ ۲۴ آوریل ۱۹۹۳) بازیکن بسکتبال اهل ایالات متحده آمریکا است.